# مقترح غاوس الفيثاغوري للمثلث القائم

التمثيل المرئي لمبرهنة فيثاغورس. وبموجب الاقتراح ، سيتم رسم الشكل الظاهر هنا بحجم كبير على التندرا السيبيريا باستخدام أشجار الصنوبر وحقول القمح.

مقترح غاوس الفيثاغوري للمثلث القائم (بالإنجليزية: Gauss's Pythagorean right triangle proposal)‏ هي فكرة نسبت إلى كارل فريدريش غاوس عن طريقة للإشارة إلى وجود حياة إضافية خارج الأرض من خلال بناء مثلث قائم على اليمين وثلاثة مربعات على سطح الأرض، ستكون الأشكال بمثابة تمثيل رمزي لمبرهنة فيثاغورس، كبيرة بما يكفي للرؤية من القمر أو المريخ.
على الرغم من أن الفضل في العديد من المصادر يرجع أصله إلى غاوس، مع وجود تفاصيل دقيقة للاقتراح المحدد، إلا أن خصوصية التفاصيل، وحتى ما إذا كان غاوس قدم الاقتراح، قد تم التشكيك فيها، العديد من المصادر الأولى لا تسمي غاوس في الواقع المنشئ، بدلاً من ذلك تقيد «عالم فلكي ألماني» أو تستخدم واصفات غير محددة أخرى، وفي بعض الحالات يتم تسمية مؤلف مختلف تمامًا، تتغير تفاصيل الاقتراح أيضًا بشكل كبير عند تغيير النتائج، ومع ذلك، تكشف كتابات غاوس عن إيمان واهتمام بإيجاد طريقة للاتصال بالحياة خارج كوكب الأرض، وأنه، على الأقل، اقترح استخدام ضوء مضخّم باستخدام الهليوتروب، اختراعه عام 1818، للإشارة إلى سكان القمر المفترضين.

## الاقتراح
يُنسب إلى كارل فريدريش غاوس اقتراح عام 1820 لطريقة للإشارة إلى كائنات خارج كوكب الأرض في شكل رسم مثلث قائم على اليمين وثلاث مربعات على سطح الأرض، يُقصد به تمثيل رمزي لمبرهنة فيثاغورس كبير بما يكفي لرؤية من القمر أو المريخ، تختلف التفاصيل بين المصادر، ولكن عادة ما يتم إنشاء «الرسم» على التندرا السيبيريا، ويتكون من شرائح واسعة من غابات الصنوبر تشكل حدود المثلث الأيمن، مع الداخل من الساحات الرسم والساحات الخارجية تتكون من حقول القمح، يقال إن غاوس كان مقتنعًا بأن المريخ كان له حياة ذكية وأن هذا الشكل الهندسي، الذي يستحضر مبرهنة فيثاغورس عبر المربعات على الحدود الخارجية(تسمى أحيانًا «مخطط طاحونة الرياح»، كما نشأت بواسطة إقليدس)، سيظهر لمثل هؤلاء المراقبين الأجانب الوجود المتبادل للحياة الذكية على الأرض وترسيخها في الرياضيات، قيل أن غاوس اختار القمح لتتناقض مع حدود شجرة الصنوبر «بسبب لونها الموحد».

## النسب
إن تفاصيل الاقتراح كما تظهر في معظم المصادر الأحدث حتى في نسبتها إلى غاوس هي موضع تساؤل في كتاب الأستاذ بجامعة نوتردام، مايكل ج. كرو، 1986، «نقاش الحياة خارج كوكب الأرض»، 1750-1900، الذي استطلع فيه أصل اقتراح غاوس ويلاحظ ما يلي:
يمكن تتبع تاريخ هذا الاقتراح من خلال عشرين كتابًا أو أكثر من التعددية التي تعود إلى النصف الأول من القرن التاسع عشر، ولكن، عندما يتم ذلك، يتبين أن القصة موجودة بأشكال عديدة تقريبًا من حركاتها، علاوة على ذلك، تشترك هذه الإصدارات في سمة واحدة: لا يتم توفير مرجع مطلقًا إلى حيث يظهر [الاقتراح] في كتابات غاوس.
تشمل بعض المصادر الأولية التي استكشفها كرو لإسناد شكل غاوس وشكله، عالم الفلك النمساوي، وبيان جوزيف يوهان ليترو في معجزة السماء بأن «أحد أكثر معالمنا تميزًا» اقترح أن يكون هناك شكل هندسي، «على سبيل المثال، يُعرَف بمربع وتر المثلث، وضح على مقياس الرسم، على سطح سهل من الأرض»، في تشامبرز إدنبره جورنال لقد كُتب أن أحد المخلصين الروس اقترح «التواصل مع القمر من خلال حصاد رمز من الاقتراح السابع والأربعين لإقليدس على سهول سيبيريا، وقال أن أي مغفل سيفهم».
في كتابات الفلكيين أساف هول ونورمان لوكيير، يشير كل منهما على حدة إلى «فلكي ألماني» اقترح طريقة الاتصال من خلال «إشارات النار» من سيبيريا، في عام 1902، وضع سيمون نيوكومب أصل مثلث سيبيريا «على بعد مئات الأميال» ليس مع غاوس، ولكن عند أقدام عالم الفلك الألماني فرانز زافير فون زاك، في المحاضرات التي قدمها فرانسوا أراغو في مرصد باريس، قام بتسمية سيبيريا كموقع لمشروع إشارات خارج كوكب الأرض تم تطويره بواسطة «هندسي ألماني» الذي لم يكشف عن اسمه، لكن طريقة الإشارة كانت من خلال استخدام المرايا بدلاً من أي رمز كبير مرسوم على الأرض، على الرغم من خروج هذا الإصدار عن الشكل الهندسي، فإن ظهور المرايا كجهاز إشارة له صلة بخلفية غاوس، اخترع غاوس الهليوتروب في عام 1818، وهي أداة تستخدم المرآة لتعكس ضوء الشمس بطريقة تسمح برؤية مرآة مربعة 1 بوصة (2.5 سم) على بعد 8 أميال (13 كم) حتى في الطقس المشمس.
كتب غاوس عن إمكانات الهليوتروب كجهاز للإشارة إلى كائن سماوي في رسالة بتاريخ 25 مارس 1822 إلى هاينريش أولبيرز، والتي يكشف فيها عن إيمانه واهتمامه بإيجاد طريقة للاتصال بالحياة خارج كوكب الأرض:
«مع وجود 100 مرآة منفصلة، تستخدم كل واحدة منها 16 قدم مربع، معًا، يمكن للمرء إرسال ضوء طائرات الهليكوبتر إلى القمر...سيكون هذا اكتشافًا أكبر من اكتشاف أمريكا، إذا تمكنا من الاتصال بجيراننا على سطح القمر»، في أكتوبر 1826 أصدرت جمعية الملكية في إدنبرة كتب ذات مؤلف مجهول أنه في محادثة مع فرانز فون جرويثويسن، صرح غاوس بكلمات تفيد بأن «إن خطة إقامة مجاز هندسي على سهول سيبيريا تتوافق مع رأيه، لأنه، حسب رأيه، لا يمكن أن تبدأ المراسلات مع سكان القمر إلا عن طريق مثل هذه الأفكار، التي لدينا نحن ولهم مشتركة»، وخلص كرو باختصار إلى أن مراجعته لمصادر مبكرة فشلت في تأكيد تفاصيل الاقتراح وغاوس كمؤلف له، لكن أصله للفكرة لم يكن مرجحًا في ضوء الأدلة الموجودة.